# Reinhold Niebuhr
Reinhold Niebuhr, född 21 juni 1892 i Wright City, Missouri, död 1 juni 1971 i Stockbridge, Massachusetts, var en inflytelserik amerikansk teolog och filosof, mest känd för att i sina studier försöka relatera den kristna tron till den moderna politikens och diplomatins verklighet.

## Levnadshistoria
Niebuhr, som var son till en tyskamerikansk protestantisk präst, valde liksom brodern H. Richard Niebuhr att följa i faderns fotspår och bli präst. Efter studierna vid Eden Seminary, ett teologiskt seminarium i Saint Louis, Missouri, fortsatte han vid Yale University, där han 1914 blev Bachelor of Divinity (ungefär teologie kandidat) och där han även var medlem i studentföreningen Alpha Sigma Phi. Niebuhr prästvigdes 1915 i Detroit, där han kom att vara verksam som präst. Församlingen växte i storlek från 65 till nästan 700 då han slutade 1928.
Under sin tid som präst i Detroit bekymrades Niebuhr över industrialismens demoraliserande effekt på arbetarna. Han blev en frispråkig kritiker av Henry Ford och tillät fackliga företrädare att använda predikstolen för att sprida sitt budskap om arbetarrättigheter. Niebuhr dokumenterade omänskliga arbetsförhållanden som orsakades av löpandebandtillverkningen och oberäkneliga anställningsvanor.
Niebuhr uttalade sig också mot Ku Klux Klan, som under 1920-talets USA hade en renässans i bland annat Detroit. Niebuhr sade att Ku Klux Klan "var ett av de värsta sociala fenomen som människans religiösa högmod någonsin har utvecklat."
1928 lämnade Niebuhr Detroit för att bli professor i praktisk teologi vid "Union Theological Seminary" i New York, där han stannade till 1960. 
1931 gifte sig Niebuhr med den engelska teologen Ursula Keppel-Compton, och de fick tillsammans en son och en dotter.

## Filosofi och politik
Niebuhr var verksam som författare under en mycket smärtsam period i världens och USA:s historia. Efter att ha genomlidit ett världskrig och den stora depressionen skrev Niebuhr om mänsklighetens orättvisa och nödvändigheten i att riva de system som ökade orättvisorna i världen. Niebuhr menade att ondska som fascism och nazism krävde våldsamt motstånd, även från kristna.
Inom ramen för sin filosofi blev Niebuhr en anhängare av amerikansk inblandning i andra världskriget, antikommunism, och utvecklingen av kärnvapen.
1952 skrev Niebuhr "The Irony of American History" i vilken han beskrev de olika kamper (politiska, ideologiska, moraliska och religiösa) som han deltagit i. Niebuhr kom så småningom att syntetisera många olika influenser i sitt liv i en ideologi han benämnde "Christian Realism" (kristen realism) som var ett försök att sammansmälta reformationens augustinska filosofi med hans mödosamt förtjänta politiska erfarenhet. Hans idéer utkristalliserades i "The Nature and Destiny of Man" (Mänsklighetens natur och öde) (1940), som är hans magnum opus och så nära en systematisk presentation av sin teologi som han någonsin skrev.
Från att initialt ha kraftigt motsatt sig Franklin D. Roosevelts "New Deal" och förklarat den som ouppnåelig, ändrade sig Niebuhr och kom att se sina tidigare skrifter som alltför idealistiska. Han kom sedermera att anpassa sig till "New Deal" och Demokratiska partiet. Niebuhrs arbete hade stort inflytande på den växande opinionen för välfärdskapitalism.

## Inflytande och utmärkelser
Under efterkrigstiden lästes Niebuhr av många amerikanska kristna ledare, bland andra Martin Luther King. Niebuhr ansåg att USA rörde sig i riktning mot rättvisa, trots misslyckanden beträffande rasism och USA:s invasion av Vietnam.
Trots Niebuhrs popularitet under sin livstid, blev hans teologi och politik snabbt impopulär i USA. Emellertid finns det fortfarande flera politiker och tänkare som uppskattar honom, bland andra Barack Obama som har kallat honom "en av sina favoritförfattare". Obama berättade för den amerikanske journalisten David Brooks:
"I take away .. the compelling idea that there’s serious evil in the world, and hardship and pain. And we should be humble and modest in our belief we can eliminate those things. But we shouldn’t use that as an excuse for cynicism and inaction. I take away ... the sense we have to make these efforts knowing they are hard, and not swinging from naïve idealism to bitter realism."
1964 tilldelades Niebuhr Frihetsmedaljen av Lyndon B. Johnson.
I sitt inflytelserika verk om internationell relationsteori, Man, the State, and War, refererar Kenneth Waltz mycket flitigt till Niebuhr, tillsammans med Augustinus, Baruch Spinoza och Hans Morgenthau. I boken betonar Waltz Niebuhrs bidrag till politisk realism, i synnerhet "mänskliga perfektionens omöjlighet".
Niebuhr formulerade sinnesrobönen som används av Anonyma Alkoholister i en något ändrad version.